# سانت بيري دي رايبيس
بلدية سان بيري دي ريبيس (بالكاتالانية: Sant Pere de Ribes) هي إحدى بلديات مقاطعة برشلونة، والتي تقع في منطقة كاتالونيا، شرق إسبانيا.
يبلغ عدد سكانها 27.509 نسمة وفقاً لإحصائية سنة (2007).

## توأمة
لسانت بيري دي رايبيس اتفاقيات توأمة مع:
- بويرتو كابيزاس

## أعلام
- فيكتور ألبا
- كارم بلاي